# Condado de Chrzanów
Nota linguística: Não confundir hrabstwo (condado) com powiat (divisão administrativa)..
Condado de Chrzanów (polaco: powiat chrzanowski) é um powiat (condado) da Polónia, na voivodia de Pequena Polónia. A sede do condado é a cidade de Chrzanów. Estende-se por uma área de 371,49 km², com 128 093 habitantes, segundo os censos de 2006, com uma densidade 344,81 hab/km².

## Divisões admistrativas
O condado possui:
Comunas urbana-rurais: Alwernia, Chrzanów, Libiąż, Trzebinia
Comunas rurais: Babice
Cidades: Alwernia, Chrzanów, Libiąż, Trzebinia

## Demografia
População (dados de 31 de Dezembro de 2006):
|          | Total   | Total | Mulheres | Mulheres                | Homens  | Homens                |
| -------- | ------- | ----- | -------- | ----------------------- | ------- | --------------------- |
|          | pessoas | %     | pessoas  | %                       | pessoas | %                     |
| Total    | 128 093 | 100   | 65 979   | {{{mulheres%}}}         | 62 114  | {{{homens%}}}         |
| Cidades  | 79 385  | 100   | 41 011   | {{{mulheres%-cidades}}} | 38 374  | {{{homens%-cidades}}} |
| Povoados | 48 708  | 100   | 24 968   | 51,3                    | 23 740  | 48,7                  |